# St Helens (Tasmanien)
St Helens ist eine Stadt im Nordosten des australischen Bundesstaates Tasmanien. Sie ist die größte Stadt an der Nordostküste der Insel und liegt an der Georges Bay. Der Tasman Highway (A3) führt durch St Helens, das ca. 160 km östlich von Launceston liegt. Anfang des 21. Jahrhunderts war St. Helens eine der am schnellsten wachsenden Städte Tasmaniens. Bei der Volkszählung 2016 wurde eine Einwohnerzahl von 1.449 festgestellt. St. Helens ist das Verwaltungszentrum der Local Government Area Break O’Day Municipality.

## Geschichte
Zu Beginn des 19. Jahrhunderts diente St Helens zunächst als Walfangbasis. Als man in den 1870er Jahren Zinnerz in der Umgebung fand, wurde die Siedlung zum Erzhafen. In dieser Zeit führte auch erstmals eine Postkutschenlinie durch die Stadt, die vorher nur von See her erreichbar war. Die Stadt wurde nach dem Ort St. Helens auf der Isle of Wight benannt.
Heute ist St Helens beliebt bei Schwimmern, Freizeitfischern und anderen Wassersportlern. Die wichtigsten Wirtschaftszweige sind Tourismus, Fischfang und Holzwirtschaft.

## Umwelt
In der Nähe der Stadt liegt die St Helens Important Bird Area. Dieses Vogelschutzgebiet von internationalem Rang wurde von BirdLife International ausgewiesen, weil es ein wichtiges Brutgebiet für See- und Watvögel ist.

## Klima
St Helens besitzt ein mildes, gemäßigtes Klima mit vier ausgeprägten Jahreszeiten. Die Sommer sind warm und sonnig und die Winter relativ kühl. Die Niederschläge sind das ganze Jahr über sehr konstant; um 54,2 mm im Februar und um 76,2 mm im Juni. Da St. Helens an der Ostküste liegt, sind die Wintertemperaturen höher als in den meisten anderen Teilen Tasmaniens. Im Sommer allerdings ist es nicht so warm wie im Landesinneren, wenn auch wärmer als in Hobart.
|                       | Jan  | Feb  | Mär  | Apr  | Mai  | Jun  | Jul  | Aug  | Sep  | Okt  | Nov  | Dez  |   |       |
| Mittl. Tagesmax. (°C) | 22,9 | 23,1 | 21,8 | 19,3 | 16,6 | 14,4 | 13,8 | 14,6 | 16,1 | 18,2 | 19,7 | 21,3 | ⌀ | 18,5  |
| Mittl. Tagesmin. (°C) | 11,9 | 12,0 | 10,5 | 7,8  | 5,8  | 3,7  | 2,5  | 3,6  | 5,1  | 6,8  | 8,9  | 10,5 | ⌀ | 7,4   |
|                       |      |      |      |      |      |      |      |      |      |      |      |      |   |       |
| Niederschlag (mm)     | 55,9 | 54,2 | 67,2 | 63,2 | 64,5 | 76,2 | 70,9 | 67,5 | 60,9 | 68,1 | 60,1 | 66,7 | Σ | 775,4 |

| 11,9 |

| 12,0 |

| 10,5 |

| 7,8 |

| 5,8 |

| 3,7 |

| 2,5 |

| 3,6 |

| 5,1 |

| 6,8 |

| 8,9 |

| 10,5 |

| 11,9 |

| 12,0 |

| 10,5 |

| 7,8 |

| 5,8 |

| 3,7 |

| 2,5 |

| 3,6 |

| 5,1 |

| 6,8 |

| 8,9 |

| 10,5 |

## Galeriebilder

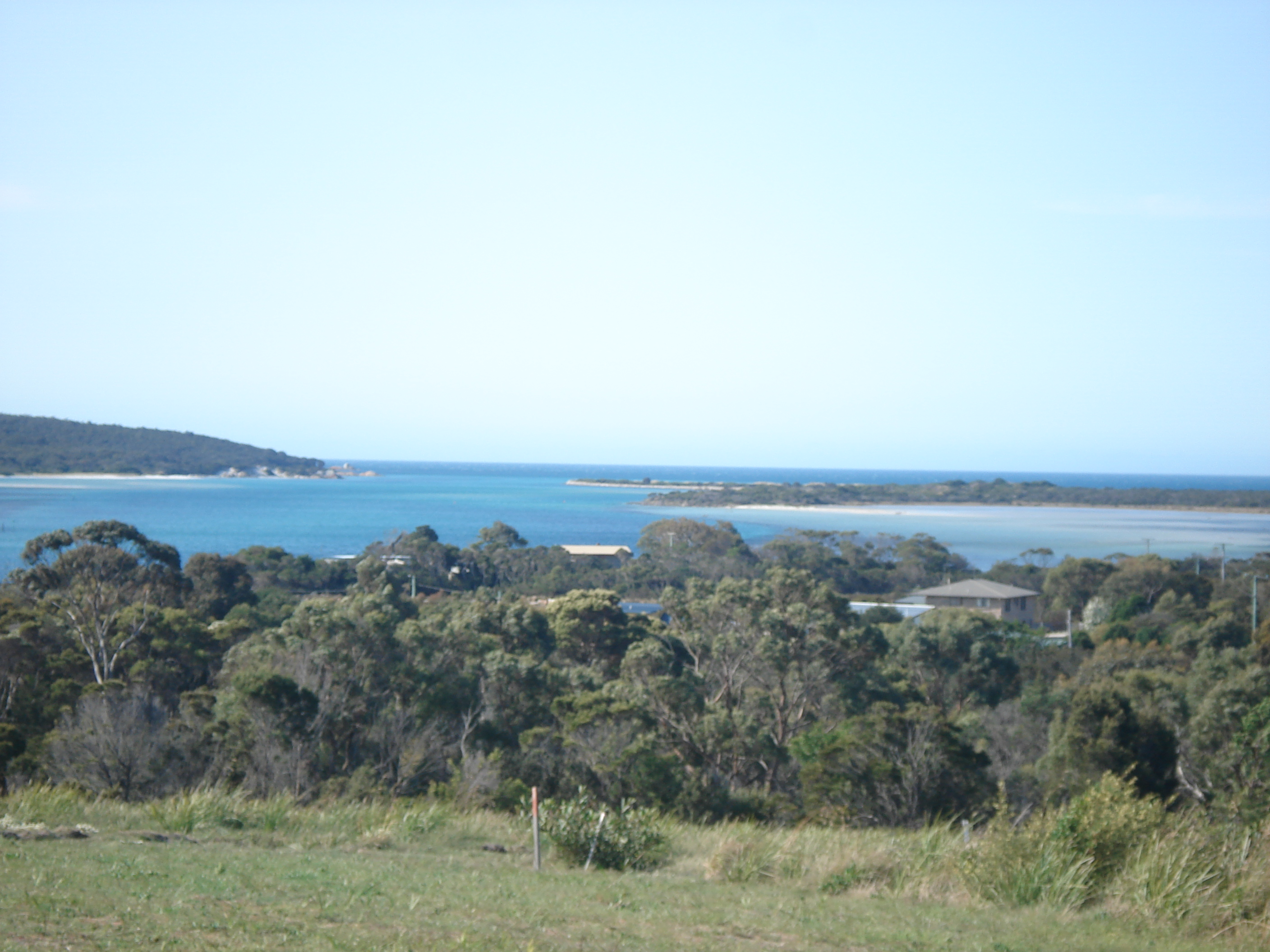
Georges Bay und Barway
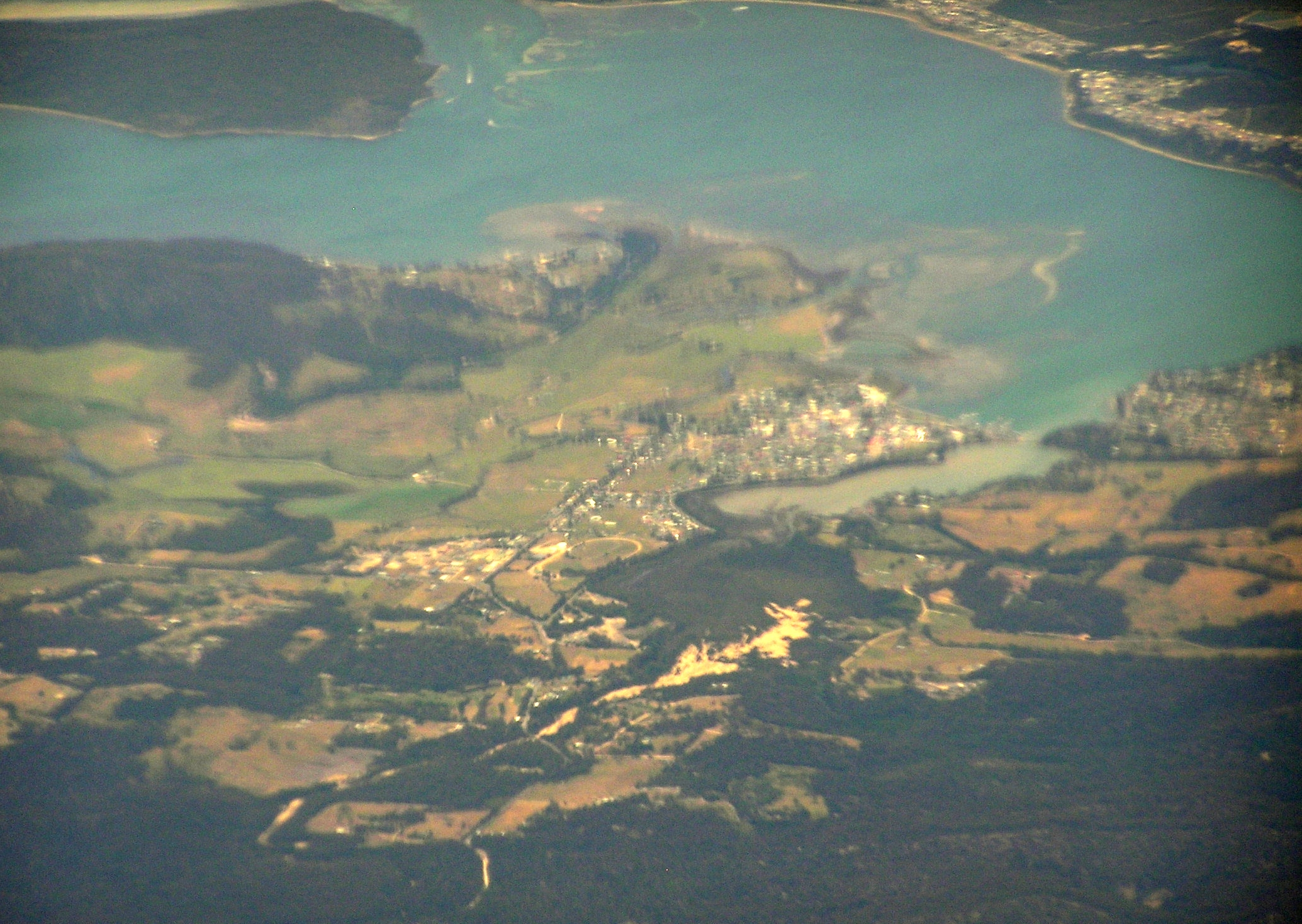
Luftbild von Westen